# Third Party
Third Party (được cách điệu là Third ≡ Party) là một nhóm DJ của Anh bao gồm Jonnie Macaire và Harry Bass, thường trú tại Essex, Luân Đôn. Nhóm nổi tiếng qua sự hợp tác của họ với DJ Hà Lan Martin Garrix trong đĩa đơn Lions In The Wild. Nhóm bắt đầu sự nghiệp âm nhạc bằng những đĩa đơn hợp tác và các bản remix.

## Sự nghiệp
Hai thành viên gặp nhau ở trường học, họ nhận ra niềm đam mê âm nhạc của nhau và họ thành lập Third Party. Họ theo học thanh nhạc tại một trường cao đẳng kỹ thuật âm nhạc trong một năm, và tự chi trả học phí bằng công việc bán thời gian. Sau đó họ biểu diễn tại các câu lạc bộ địa phương ở Luân Đôn trong khi tiếp tục sản xuất trong phòng thu.
Năm 2012, Third Party phát hành ba đĩa đơn "Lights" với Steve Angello, "Feel" với Cicada và "Thank You". Vào năm 2014, họ phát hành đĩa đơn "Everyday of My Life". Họ sáng lập Release Records, nhãn hiệu riêng của họ vào năm 2015, hợp tác với Armada Music. Đĩa đơn "Alive" của bên Third Party là bản phát hành đầu tiên qua nhãn đĩa của họ. Vào ngày 27 tháng 5 năm 2016, họ phát hành đĩa đơn "Lions In The Wild" với Martin Garrix. Album studio đầu tay của họ "Hope", có 11 bài hát đã được phát hành vào ngày 24 tháng 2 năm 2017. Họ bắt đầu làm việc cho album từ cuối năm 2015. Third Party là DJ thành viên tại câu lạc bộ Ministry of Sound.

## Danh sách đĩa nhạc

### Album
| Tiêu đề | Chi tiết                                                                                               |
| ------- | --- |
| Hope    | - Phát hàn: 24 tháng 2 năm 2017 - Nhãn: Armada Music, Release Records - Định dạng: Tải kỹ thuật số, CD |

### Đĩa đơn
| Tiêu đề                                  | Năm  | Vị trí cao nhất |
| Tiêu đề                                  | Năm  | FRA             |
| ---------------------------------------- | ---- | --------------- |
| "Lions in the Wild" (with Martin Garrix) | 2016 | 125             |

### Remix
2011
- Emeli Sande featuring Naughty Boy – Daddy (Third Party Remix)[27]
- Tiesto – What Can We Do (A Deeper Love) (Third Party Remix)[28]

2012
- Sultan + Ned Shepard and Thomas Sagstad featuring Dirty Vegas – Somebody to Love (Third Party Remix)[29][30]
- Wynter Gordon – Still Getting Younger (Third Party Remix)[31]

2013
- Red Hot Chili Peppers – Otherside (Third Party Remix)[32][33][34]

2014
- Sigma – Nobody To Love (Third Party Remix)[35]

2015
- Kygo featuring Conrad Sewell – Firestone (Third Party Private Remix)[36]

2016
- Corey James & Will K – Another Storm (Third Party Unlocked Mix)[37]